# Oneil Carlier
Oneil Carlier, né le 22 juin 1962, est un homme politique canadien, et ministre de l'Agriculture en Alberta de 2015 à 2019. 
Il est élu à l'Assemblée législative de l'Alberta lors de l'élection provinciale de 2015. Il représente la circonscription de Whitecourt-Sainte-Anne en tant qu'un membre du Nouveau Parti démocratique de l'Alberta.